# 黃正色 (嘉靖己丑進士)
黃正色（1501年—1576年），字士尚，號斗南，直隸常州府江阴县軍籍無錫縣（今江蘇省無錫市）人，明朝政治人物。

## 生平
嘉靖七年（1528年）戊子科應天府乡试第一百十七名举人，嘉靖八年（1529年），聯登己丑科会试第三十五名，三甲147名進士，授浙江仁和縣知縣，任內治理豪強，有功績。丁忧归。补廣東香山县，尋改南海县。嘉靖十七年，召為南京監察御史。彈劾兵部尚書張瓚貪婪。次年，彈劾中官鮑忠、駙馬都尉崔元、禮部尚書溫仁和接受賄賂，被誣，下詔獄搒掠，遣戍遼東。
明穆宗即位，召為大理丞，進大理寺少卿，晋南京太僕卿，因年老致仕。
與顧可久、楊淮、張選等人並稱“錫谷四諫”。

## 紀念

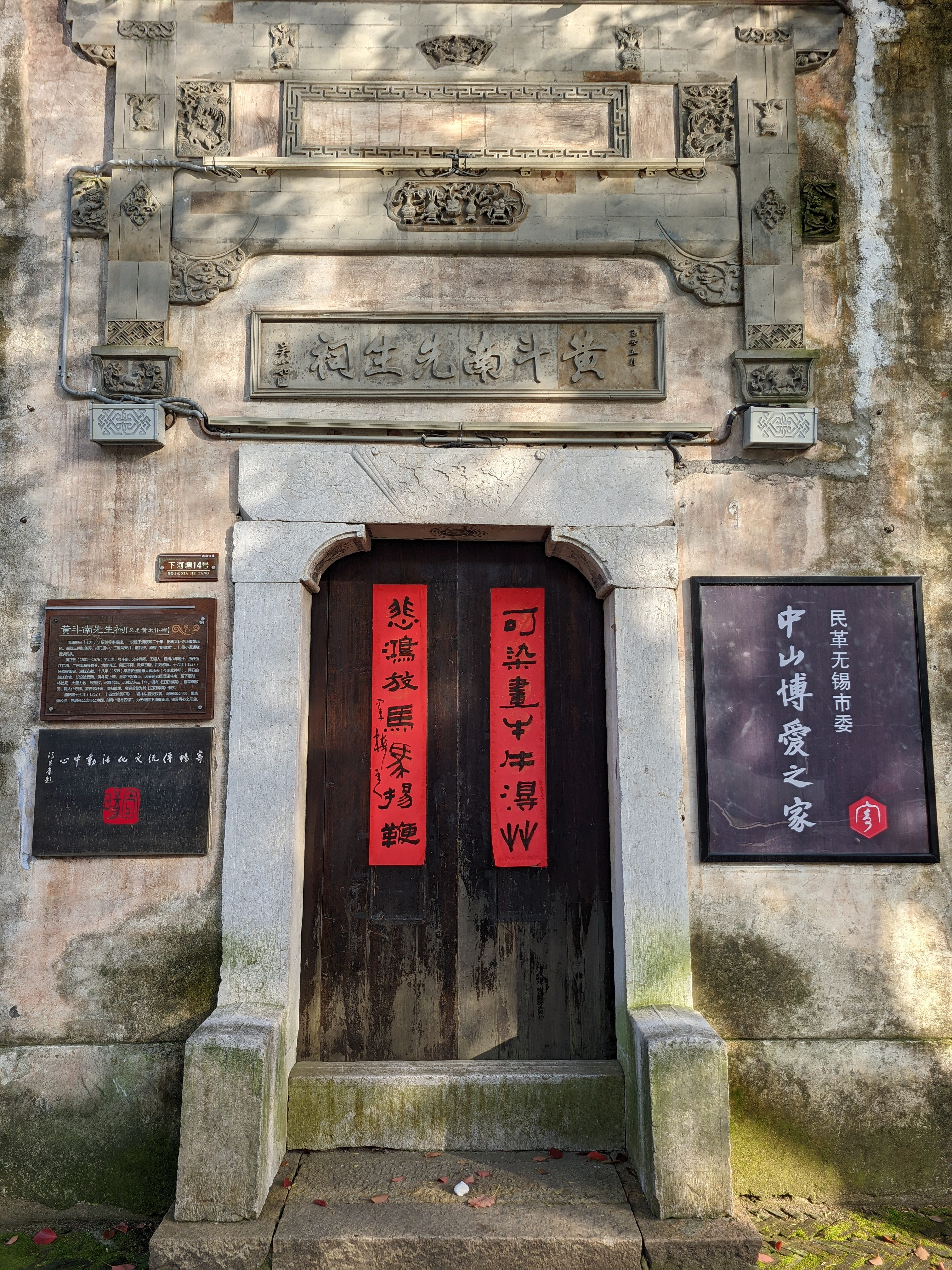
黄斗南先生祠，位于无锡惠山古镇

無錫惠山古镇有黄斗南先生祠，至今尚存。

## 家族
曾祖黄以衡。祖父黄萱。父黄坤，義官。母周氏，继母薛氏。具庆下。兄正宗、正心、正諫。弟正守。